# Neal C. Wilson
Neal Clayton Wilson (* 5. Juli 1920 in Lodi, Kalifornien; † 14. Dezember 2010 in Dayton, Maryland) war ein US-amerikanischer Pastor der Kirche der Siebenten-Tags-Adventisten und Präsident ihrer Generalkonferenz von Januar 1979 bis Juli 1990.
Während seiner Amtszeit als Präsident der Generalkonferenz besuchte Wilson 170 Länder, in denen die Kirche Gesundheits-, Bildungs-, Evangelisations- und Verlagseinrichtungen unterhielt. Es war bekannt, dass er sich selbst nach kurzen Treffen an die Namen vieler Leute erinnerte. „Ich betrachte ihn als einen der herausragendsten Führer in der Geschichte der Kirche“, sagte Bill Johnsson, ehemaliger Herausgeber der Adventist Review.
Nach seiner Pensionierung im Jahr 1990 diente Wilson als Ratgeber in der euro-asiatischen Abteilung der Kirche. Laut Johnsson rief ihn das Außenministerium der Vereinigten Staaten regelmäßig wegen seiner Kenntnisse der Region an, nachdem er zuvor 15 Jahre in Ägypten verbracht hatte.
„Er hätte Staatsmann oder Diplomat werden können, aber er entschied sich dafür, seine Talente der Kirche zu widmen, und wir alle waren damit gesegnet“, sagte Johnsson.